# Шлока
Шлока або слока (санскрит: श्लोक) — метрична і часто ритмована фраза або вірш. Це різновид молитви в індуїзмі, який можна порівняти з прислів'ям або гімном. Шлоки зазвичай складаються в особливому розмірі і є частиною стотр.
Найтиповішим для класичної постведичної індійської поезії є анустубх — вірш із чотирьох пада (ніг), кожна з яких має вісім складів. Використання анустубха набуло такого поширення, що слока часто вживається як синонім цього терміна. Анустубхом написані класичні санскритські епоси: Махабхарата та Рамаяна.